# Juan Antonio Cruz Serrano
Juan Antonio Cruz Serrano (ur. 29 września 1976 w María) – hiszpański duchowny katolicki, dyplomata watykański, stały obserwator Stolicy Apostolskiej przy Organizacji Państw Amerykańskich.

## Życiorys
Święcenia kapłańskie otrzymał 15 września 2001 i został inkardynowany do diecezji Almería. W 2002 rozpoczął przygotowanie do służby dyplomatycznej w Papieskiej Akademii Kościelnej. W 2004 rozpoczął służbę w dyplomacji watykańskiej pracując kolejno jako sekretarz nuncjatur: w Zimbabwe (2004-2007) i Irlandii (2007-2013). W latach 2013–2015 był radcą nuncjatury w Chile. Następnie w latach 2015-2021 był pracownikiem sekcji I watykańskiego Sekretariatu Stanu.
5 lutego 2021 został mianowany przez Franciszka stałym obserwatorem Watykanu przy Organizacji Państw Amerykańskich w siedzibą w Waszyngtonie
.